# Mikroregion Severo-Lanškrounsko
Mikroregion Severo-Lanškrounsko je dobrovolný svazek obcí v okrese Ústí nad Orlicí, jeho sídlem je Dolní Čermná a jeho cílem je koordinace jednotlivých potřeb obcí v oblasti regionu. Společné vystupování a jednání ve vztahu k orgánům státní správy, krajské samosprávy, apod. Společný postup při řešení úkolů v oblasti: cestovního ruchu, životního prostředí, odpadového hospodářství, školství, dopravní obslužnosti, propagace a další informace. Sdružuje čtrnáct obcí a byl založen v roce 2013. 

## Obce sdružené v mikroregionu
- Albrechtice
- Bystřec
- Cotkytle
- Čenkovice
- Dolní Čermná
- Horní Čermná
- Horní Heřmanice
- Horní Třešňovec
- Lubník
- Ostrov
- Petrovice
- Verměřovice
- Výprachtice
- Žichlínek